# Soehrensia candicans
Soehrensia candicans ist eine Pflanzenart aus der Gattung Soehrensia in der Familie der Kakteengewächse (Cactaceae). Das Artepitheton candicans stammt aus dem Lateinischen, bedeutet ‚reinweiß werdend‘ und verweist auf die Farbe der Blüten.

## Beschreibung
Soehrensia candicans wächst strauchig und bildet Gruppen von 1 bis 3 Metern Durchmesser. Die anfangs kugelförmigen und später zylindrischen, aufrechten oder ausgebreiteten, hellgrünen Triebe erreichen eine Länge von bis zu 60 Zentimeter und einen Durchmesser von 14 Zentimeter. Der Triebscheitel ist gerundet. Es sind neun bis elf niedrige Rippen vorhanden, die in der Regel stumpf sind. Die darauf befindlichen großen Areolen sind weiß und stehen 2 bis 3 Zentimeter voneinander entfernt. Aus ihnen entspringen pfriemliche, bräunlich gelbe und etwas marmorierte Dornen. Die Mitteldornen sind bis zu 10 Zentimeter lang. Die zehn und mehr ungleichen Randdornen sind ausgebreitet und weisen eine Länge von bis zu 4 Zentimetern auf.
Die trichterförmigen weißen Blüten duften und öffnen sich in der Nacht. Sie werden 18 bis 23 Zentimeter lang und erreichen Durchmesser von 11 bis 19 Zentimeter. Die kugelförmigen bis ellipsoiden Früchte sind bei der Reife rot und reißen längs auf.

## Verbreitung, Systematik und Gefährdung
Soehrensia candicans ist in den argentinischen Provinzen Mendoza, San Juan, Córdoba, La Rioja, La Pampa, Buenos Aires und San Luis in den Vorbergen der Anden und Sierras der Pampa in Höhenlagen von 100 bis 2000 Metern verbreitet.
Die Erstbeschreibung als Cereus candicans durch Joseph zu Salm-Reifferscheidt-Dyck wurde 1834 veröffentlicht. Boris O. Schlumpberger stellte die Art 2012 in die Gattung Soehrensia. Weitere nomenklatorische Synonyme sind Echinocereus candicans (Gillies ex Salm-Dyck) Lem. (1868), Echinocereus candicans (Gillies ex Salm-Dyck) Rümpler (1885), Trichocereus candicans (Gillies ex Salm-Dyck) Britton & Rose (1920) und Echinopsis candicans (Gillies ex Salm-Dyck) D.R.Hunt (1987). Darüber hinaus wurden zahlreiche weitere Taxa als Synonym in die sehr variable Art einbezogen.
In der Roten Liste gefährdeter Arten der IUCN wird die Art als „Least Concern (LC)“, d. h. als nicht gefährdet geführt.

## Nachweise